# أوسكار دبليو. غيليسبي
أوسكار دبليو. غيليسبي (بالإنجليزية: Oscar W. Gillespie)‏ هو محامي وسياسي أمريكي، ولد في 20 يونيو 1858 في كويتمان في الولايات المتحدة، وتوفي في 23 أغسطس 1927 في فورت وورث في الولايات المتحدة. حزبياً، نشط في الحزب الديمقراطي. وقد انتخب عضو مجلس النواب الأمريكي.